# Pyrgomorphula
Pyrgomorphula is een geslacht van rechtvleugeligen uit de familie Pyrgomorphidae. De wetenschappelijke naam van dit geslacht is voor het eerst geldig gepubliceerd in 1963 door Kevan & Akbar.

## Soorten
Het geslacht Pyrgomorphula  is monotypisch en omvat slechts de volgende soort:
- Pyrgomorphula serbica (Brunner von Wattenwyl, 1882)